# تنوع زیستی زتا
در بوم‌شناسی، تنوع زتا (ζ-تنوع)، برای نخستین بار در سال ۲۰۱۴ توصیف شد، میزان همپوشانی در نوع گونه‌های موجود بین مجموعه‌ای از جوامع دیده‌شده را اندازه‌گیری می‌کند. این به منظور ارائه یک چارچوب کلی‌تر برای توصیف معیارهای مختلف تنوع، و همچنین می‌تواند برای آزمایش فرضیه‌های مختلف مربوط به جغرافیای زیستی استفاده شود.